# Ghiacciaio Kent
Il ghiacciaio Kent è un ghiacciaio tributario lungo circa 30 km situato nella regione sud-occidentale della Dipendenza di Ross, nell'Antartide orientale. Il ghiacciaio, il cui punto più alto si trova a circa 3300 m s.l.m., si trova nella regione settentrionale dei monti della Regina Elisabetta, nell'entroterra della costa di Shackleton, e fluisce verso est-nord-est a partire dal versante orientale dell'altopiano di Markham e scorrendo lungo il versante meridionale della dorsale Fregata fino a unire il proprio flusso, a cui lungo il percorso si è unito quello del ghiacciaio DeBreuck, a quello del ghiacciaio Lowery.

## Storia
Il ghiacciaio Kent è stato così battezzato dai membri della squadra settentrionale della spedizione neozelandese di esplorazione antartica svolta nel periodo 1961-62 in onore del ducato del Kent.